# 응구마모네네

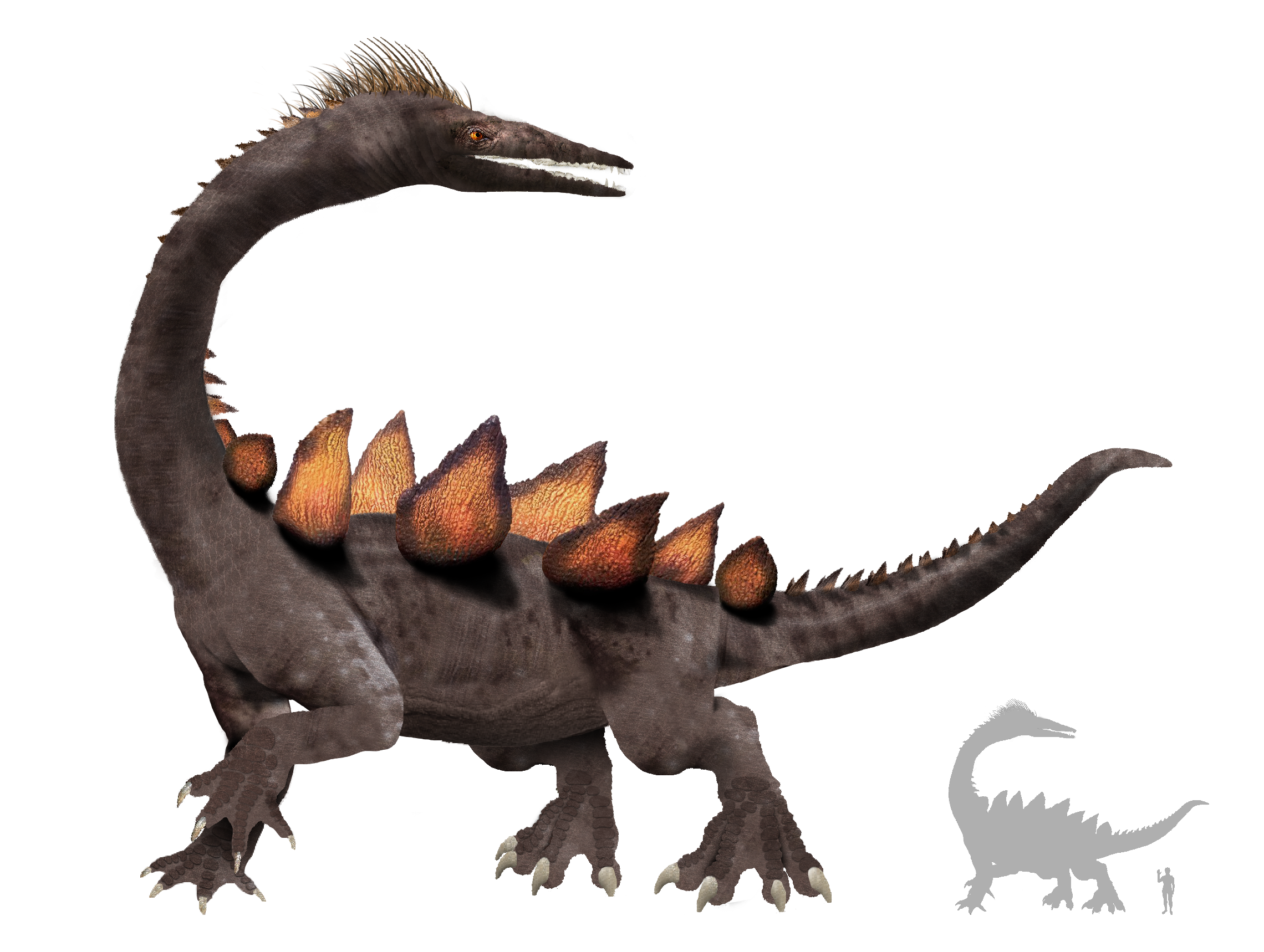
응구마모네네

응구마모네네 (Nguma-monene)는 콩고에서 목격되었다고 보고된 미확인생물이다. 이 괴물은 링갈라어로 거대한 뱀이란 뜻으로, 등에 톱니바퀴처럼 생긴 봉우리가 있다고 한다. 각각 1961년과 1971년 두 차례 목격 보고가 있었다.